# Volume3
Volume3 je třetí studiové album české hardrockové skupiny Dead Daniels, které vyšlo 31. března 2023.

## Seznam skladeb
Všechny skladby napsal(i) Tommy Wheeler, pokud není uvedeno jinak. 
| Pořadí | Název              | Autor                         | Délka |
| ------ | ------------------ | ----------------------------- | ----- |
| 1.     | Nikdo nás nečeká   |                               | 3:54  |
| 2.     | YokoYana           |                               | 3:03  |
| 3.     | F*ck your neighbor | Wheeler, Miloš „Dodo“ Doležal | 3:55  |
| 4.     | F*ck off 2020      |                               | 3:32  |
| 5.     | Prg – Ova          |                               | 4:37  |
| 6.     | Volume             |                               | 3:42  |
| 7.     | Princezna          |                               | 4:18  |
| 8.     | Tatanka            |                               | 3:36  |
| 9.     | Bounty             |                               | 3:50  |
| 10.    | Jestli to stačí    |                               | 5:03  |
| 11.    | Všechny holky      | Dimitrij Wheeler              | 7:23  |

## Obsazení
- Tommy Wheeler – kytara, zpěv
- Jeník „J. C.“ Smith – baskytara, vokály
- Jan Procházka – bicí, vokály